# Побожий, Евгений Борисович
Евгений Борисович Побожий (15 декабря 1988, Северск, Томская область) — российский джазовый гитарист, композитор и педагог.
Сотрудничал с такими артистами и коллективами, как Московский джазовый оркестр и квинтет Игоря Бутмана, биг-бенд им. Георгия Гараняна, Antonio Sanchez, John Daversa, Alex Sipiagin, Антон Давидянц, Federico Malaman, Gergo Borlai, Mohini Dey, Justin Vasquez, Ruslan Sirota. 
Солист Московского джазового оркестра Игоря Бутмана. Руководит собственным джазовым коллективом.
Победитель Международного конкурса гитаристов Института джаза им. Херби Хэнкока — Herbie Hancock Institute of Jazz International Guitar Competition 2019 года.

## Биография
Родился 15 декабря 1988 года в Северске Томской области в семье инженеров-химиков. 
По словам музыканта, он захотел изучать гитару под влиянием записей группы Deep Purple. Начиная с 9 лет изучал классическую гитару в музыкальной школе. Выступал в локальных рок-группах. Джазом заинтересовался в возрасте 15-16 лет.

В 2007 году прошел двухмесячную стажировку в Музыкальном колледже в Беркли (США).
В 2011 году победил в конкурсе молодых джазовых исполнителей имени Кима Назаретова.
В 2012 году экстерном окончил Факультет эстрадно-джазовой музыки Ростовской государственной консерватории им. С. В. Рахманинова.
С 2012 по 2015 работал преподавателем в Ростовском Государственном Колледже Искусств по классу джазовой гитары, ансамбля и импровизации. Сотрудничал с ведущими коллективами юга России, среди которых Project Combo, Rostov Fusion Band, Jazz Travel Big Band. Принимал участие во многих российских джазовых фестивалях.
С 2015 года является солистом Московского джазового оркестра и квинтета Игоря Бутмана. В составе оркестра принимал участие в крупнейших мировых джазовых фестивалях: Международном монреальском джазовом фестивале, Рочестерском фестивале джаза, Umbria Jazz
Активно развивает свою сольную карьеру.

## Награды
В 2019 году стал победителем Международного конкурса Института джаза Хёрби Хэнкока

. Статус этого конкурса, для музыкантов исполняющих джаз, примерно соответствует Конкурсу имени Чайковского в классической музыке. Победа в конкурсе означает, что россиянин признан лучшим молодым джазменом в мире.
Жюри конкурса включало таких ведущих джазовых гитаристов последних 40 лет как Стэнли Джордан, Lionel Loueke, Russell Malone, Пэт Мэтини, Chico Pinheiro, Ли Ритенаур and Джон Скофилд. Члены жюри отметили, что Побожий превзошёл других участников в «коммуникативных навыках», в том как он доносил свою музыку до аудитории и ансамбля. Они также отметили его «ловкое» взаимодействие с ритм-секцией и то как он сочетал свои пассажи с партией саксофона.
Евгений стал первым россиянином, который выиграл этот конкурс
. По мнению некоторых музыкальных критиков, эта победа — одно из главных музыкальных событий 2019 года в России
.